# For the Love of God
For the Love of God (em português: Pelo Amor a Deus) é um rock instrumental do guitarrista virtuoso estadunidense Steve Vai, sendo a única faixa do single lançado em 1990.
Sobre esta música, ele fez a seguinte declaração:

## A Música
For the Love of God é a canção mais famosa do guitarrista, além de ser sua música favorita.
A versão de estúdio desta música, de pouco mais de 6min, faz parte do álbum Passion and Warfare (sétima faixa), e das compilações The Seventh Song - Enchanting Guitar Melodies - Archives Vol. 1 (primeira faixa) e The Infinite Steve Vai: An Anthology (sétima faixa). A primeira vez que Vai a tocou ao vivo na íntegra após o lançamento do álbum foi no dia 19 de outubro de 1991, no festival ExpoSevilla 1992. Antes, porém, no dia 18 de agosto de 1990, no show Whitesnake - Live at Donington, ele já havia tocado uma versão mais curta da música. Sobre esse momento, Vai deu a seguinte delcaração: "Que experiência incrível! Eu gostaria de poder dizer que os céus se abriram e pombas brancas voaram, mas a verdade é que eu estava tão focado em tocar certo do início ao fim que eu não conseguia estar no momento. O tempo todo, eu pensava: 'Não estrague isso, Vai!'"
A canção apresenta uma série de técnicas, como alavancadas, whammy bar tricks, two-hand tapping, harmonics e volume swells.
A voz, ao final da música, que diz "Walking the fine line... between Pagan... and Christian" (em port.:"Andando na tênue linha entre o Paganismo e o Cristianismo"), é de David Coverdale.
Ela ocupa a posição 29 na lista dos 100 melhores solos de guitarra da história, feita pela revista Guitar World.
Em 1991, Steve lançou o videoclipe desta música. Em maio de 2021, Steve lançou em seu canal oficial no YouTube uma versão do clipe com uma imagem aprimorada.

### Composição e Gravação
Steve conta que a gravação da música se deu no quarto dia de um jejum de 10 dias. Segundo ele, "eu tentei me forçar a ficar em estado alterado de consciência relativa, pois nesse estado você pode apresentar coisas que são únicas, mesmo para si mesmo! Como eu estava em jejum, alternava entre me sentir mal e experimentar uma estranha euforia."
As origens da música remontam ao final dos anos 1970, quando Vai se mudou de Nova York para Los Angeles para começar a trabalhar com Frank Zappa. Sabendo que Steve era um grande fã de Lenny Breau, um amigo lhe deu uma fita cassete com sua música. Steve não só escutou, como absorveu o lado A da fita e ansiosamente virou para o lado B. No entanto, o que ele ouviu não era Lenny Breau - era outra pessoa.
"Os solos eram incríveis", lembra Vai. "Começavam com muito espaço, muito melódicos, e depois cresciam para esses picos imponentes. Eram diferentes de tudo que eu tinha ouvido antes."
Por anos, Vai não sabia a identidade do guitarrista misterioso até que encontrou seu amigo novamente. "Perguntei a ele: 'Quem é aquele do lado B da fita?' E ele disse: 'Steve Lukather.'"
Vai não apenas se tornou um grande fã de Lukather, mas também foi inspirado a escrever uma música com o mesmo tipo de trajetória. "Mas não é algo que você pode simplesmente comandar a si mesmo para fazer", diz ele. "Tem que ser aquele momento em que algo toca em seu ombro e diz: 'Agora.'"
Esse momento veio quando ele passou por um violão acústico. "Eu o peguei, toquei os acordes, cantei a melodia e gravei em uma fita cassete. Estava tudo ali."

### Músicos (Versão Estúdio)
- Steve Vai - Guitarra elétrica, teclados
- Stuart Hamm - Baixo elétrico
- Tris Imboden - Baterias
- David Coverdale - spoken words (ao final)

### Prêmios e Indicações
| Ano  | Versão                                   | Prêmio               | Indicação                          | Resultado | Ref   |
| ---- | ---------------------------------------- | -------------------- | ---------------------------------- | --------- | ----- |
| 1990 | Versão estúdio                           | Revista Guitar World | Best Guitar Solo of the year       | Venceu    |       |
| 1997 | Versão ao vivo do Cd G3: Live in Concert | Grammy Awards        | Best Rock Instrumental Performance | Indicado  | [ 9 ] |

### Ranking de melhores
| Ano  | Publicação                    | Ranking                                                       | Posição     | Ref.   |
| ---- | ----------------------------- | ------------------------------------------------------------- | ----------- | ------ |
| 2012 | Canal VH1                     | 20 melhores músicas instrumentais do Hard e Metal             | 6ª Posição  | [ 10 ] |
| 2011 | Revista Guitar World Magazine | 100 Greatest Guitar Solo                                      | 29ª Posição | [ 11 ] |
| 2019 | Revista Young Guitar Magazine | Melhores canções instrumentais de guitarra de todos os tempos | 2ª Posição  | [ 12 ] |
| 2021 | Revista Guitar World Magazine | 50 greatest guitar solos of all time                          | 18ª Posição | [ 13 ] |

### Gravações
Abaixo encontra-se a tabela de onde a música é encontrada, e em qual versão.
| Lançamento | Versão                                                | Álbum                                                           | Formato      | Tamanho   |
| ---------- | ----------------------------------------------------- | --------------------------------------------------------------- | ------------ | --------- |
| 1990       | Estúdio                                               | Passion and Warfare                                             | CD           | 6:02 min  |
| 1997       | Ao Vivo                                               | G3: Live in Concert                                             | CD/DVD       | 7:47 min  |
| 2000       | Estúdio                                               | The Seventh Song - Enchanting Guitar Melodies - Archives Vol. 1 | CD           | 6:02 min  |
| 2001       | Ao Vivo                                               | Live at the Astoria, London                                     | DVD          | 12:21 min |
| 2003       | Estúdio                                               | The Infinite Steve Vai: An Anthology                            | CD           | 6:02 min  |
| 2007       | Ao Vivo acompanhada por uma orquestra                 | Sound Theories Vol. I                                           | CD           | 9:35 min  |
| 2007       | Ao Vivo acompanhada por uma orquestra                 | Visual Sound Theories                                           | DVD          | 9:35 min  |
| 2009       | Ao Vivo acompanhada de violinos                       | Where The Wild Things Are                                       | DVD/Blu-Ray  | 10:37 min |
| 2010       | Ao Vivo acompanhada de violinos                       | Where The Other Wild Things Are                                 | CD           | 10:37 min |
| 2011       | Ao Vivo (acompanhado por músicos da banda Whitesnake) | Whitesnake - Live at Donington 1990                             | CD/DVD/Vinyl | 5:12 min  |
| 2015       | Ao Vivo                                               | Stillness in Motion: Vai Live in L.A.                           | CD/DVD       | 10:14 min |
| 2019       | Estúdio (reduzida para o piano)                       | Vai - Piano Reductions, Vol. 2: Performed by Miho Arai          | CD           | 8:37 min  |

## Videoclipe
Algumas das imagens do videoclipe foram filmadas por Pia Vai nas montanhas do Lake Tahoe, mas a maior parte foi filmada no sopé e a meio caminho de Mount Shasta, Califórnia.
Sobre o video em si, e sobre o local escolhido, Vai deu a seguinte declaração:
Na base da montanha, nos arredores da cidade de Shasta, está um mosteiro budista chamado “Shasta Abby”. Em várias ocasiões, passei longos períodos de tempo neste retiro Zen meditando, sem falar, fazendo algum trabalho físico na propriedade e/ou fazendo almofadas de pelúcia para os monges venderem para a Abby. Aqueles foram momentos verdadeiramente felizes em minha vida.
Em uma ocasião, após um desses retiros de Shasta Abby, eu escalei o topo do pico mais baixo do Monte Shasta através de trinta centímetros de neve. Quando cheguei ao topo coloquei estrategicamente um dos meus brincos (eu uso o outro par até hoje) sob uma pedra plana que estava na posição mais alta do pináculo. Isso foi por volta de 1988. Vou te dar um dólar se você o encontrar.
Em maio de 2021, Steve lançou em seu canal oficial no YouTube uma versão do clipe com uma imagem aprimorada.